# Robertson Buttress
Robertson Buttress ist ein 1040 m hoher, kliffartiger Berg in der antarktischen Ross Dependency. Er ist der westlichste einer Reihe derartiger Berge, die an der Südflanke des Darwin-Gletschers zwischen dem Alley- und dem Gaussiran-Gletscher aufragen.
Das Advisory Committee on Antarctic Names benannte ihn im Jahr 2000 nach William Gray Robertson Jr. vom Unternehmen Antarctic Support Associates, einem Experten in der Ausfertigung und Installation von Kommunikationssystemen im Rahmen des United States Antarctic Program in der Region um den McMurdo-Sund und in den Antarktischen Trockentälern zwischen 1990 und 2000.